# うばすてやま

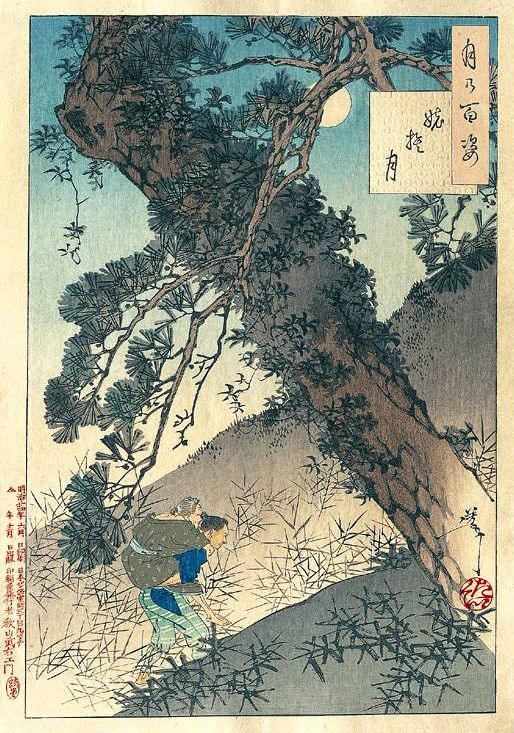
『姥捨月』（月岡芳年『月百姿』）

うばすてやま（姥捨て山）は、棄老伝説に材をとった民話。大きく「枝折り型」と「難題型」、それらの複合型に分けられる。法令、口減らしなどのために高齢の親を山に捨てることとなった息子と、その親の物語である。

## 物語の種類

### 難題型
ある国の殿様が、年老いて働けなくなった者は役に立たないから山に捨てよという非情なお触れを出す。ある家でもお触れに逆らえず、息子は泣く泣く老母を山に捨てようとするが、結局捨てることができず、密かに家の床下にかくまって世話をする。しばらくの後、殿様が隣の国から複数の難題を持ちかけられ、解けなければこの国を攻め滅ぼすと脅されて困り果てるが、息子はそれらの難題を老母の知恵によって見事に解いてみせる。隣の国は驚いて、このような知恵者がいる国を攻めるのは危険だと考え、攻め込むのをあきらめる。老人のすばらしい知恵のおかげで国が救われたことを知った殿様は、老人を役に立たないものと見なす間違った考えを改め、息子と老母にたくさんの褒美を与えると共に、お触れを撤回し、その後は老人を大切にするようになった。

### 枝折り型
山に老いた親を捨てるために背負っていく際に、親が道すがら小枝を折っている（あるいは糠を撒いていく）のを見た息子が何故かと尋ねると、「お前が帰るときに迷わないようにするためだ」と答える。自分が捨てられるという状況にあっても子を思う親心に打たれ、息子は親を連れ帰る。
他に、年老いた親を捨てに行く際に子供も連れて行くが、担いできたもっこごと親を捨てようとする。すると、子供から「おっ父を捨てるときに使うから、もっこは持って帰ろう」と言われ、親を捨てる非道さに気付き（あるいは我が身に置き換えて恐怖を思い知ったため）姥捨てをやめるという内容のものがあり、同様の物語は中国やヨーロッパ、アフリカなど広範囲に分布している。枝折り型のあとに難題型が続く複合型、また数は少ないが、嫁にそそのかされた息子により一度は山に捨てられるが、知恵により鬼から宝を巻き上げ財を成し、猿真似をした嫁は命を落とすという嫁姑の対立がテーマになっているものもある。

## 備考
姥捨ての実際については、はっきりしたことは分かっていない。少なくとも古代から現代に至るまで、姥捨てやそれに類する法令などが日本国内にあったという公的記録はないが、民間伝承や姥捨て由来の地名が各地に残っている。
物語としては、親子の深い情愛、隣国が出す難題の奇抜さ、それをいとも簡単に解決してしまう老人の知恵のすばらしさなどが主題となっている。難題型の物語はインドの雑宝蔵教などに起源があり、アジアでもヨーロッパでも古くから語られているが、平安時代の枕草子には「蟻通明神の縁起」という名による「複合型」の完成された形での記述があり、日本でもかなり古い時代に成立した物語であることがうかがえる。
ちなみに、話に登場する難題の中でも比較的よく知られたものと、その答えを下に記す。
根元も先も全く同じ太さに加工されている木の棒のどちらが根元でどちらが先かを当ててみよ。
（答え：木の棒を水面に浮かべると、根元と先では重さが違うため、棒は少し傾く。下を向いた方が根元で、上を向いた方が先。）
灰で作った縄を持って来い。
（答え：縄に火をつけて戸板の上で燃やせば、簡単に灰の縄ができるから、それを戸板に乗せたまま持って行けばよい。）
複雑な形に曲がりくねった竹筒の穴に糸を通せ。
（答え：竹筒の一方の口に蜂蜜を塗り、糸を結び付けた蟻を反対側の口から入れると、蟻は蜂蜜の匂いにつられて穴を通り抜けるため、糸を通すことができる。）
姿も色も大きさも全く同じ親子の馬のうち、どちらが親でどちらが子かを当ててみよ。
（答え：二頭の馬の前に、餌を入れた一つの桶を置くと、親馬は子馬に先に食べさせる。）
叩かなくても鳴る太鼓を持って来い。
（答え：太鼓の皮をはがして、生きている蜂の群れを太鼓の中に入れ、皮を張り直す。太鼓の中で蜂が飛び回ると、太鼓に張ってある皮にぶつかって音が出る。）
なお、「叩かなくても鳴る太鼓」を見て驚いた隣の国の殿様が、中の仕組みを見ようとして太鼓の皮をはがすと、太鼓の中から蜂の群れが飛び出してきて殿様を刺しまくり、隣の国の殿様はさんざんな目にあったというオチの付いた話もある。
一方で、姥捨て伝説の一部にはその信憑性を疑われるものも存在する。
長野県の冠着山は俗称を「姨捨山」といい深沢七郎が『楢山節考』で姥捨て伝説を結び付けた。しかし、日本思想史学者の古田武彦は地元の放光院長楽寺への現地調査の結果などからこの地に姥捨て伝説はなかったと結論付けている。

## 関連する作品
- 『教育線画 姥捨山』 - 1925年に制作されたサイレント・アニメーション映画。戸田早苗が監督・作画を務めた[3]。
- 『楢山節考』 - 1956年に発表された深沢七郎による小説。『楢山節考 (1958年の映画)』『楢山節考 (1983年の映画)』として映画化。
- 『まんが日本昔ばなし うばすて山』1976年1月10日放送分。
- 『デンデラ』 - 2009年に発表された佐藤友哉による小説。同名で2011年に映画化。